# カーチス R3C-2
R3C
ジェイムズ・ドゥーリトルとR3C-2
（1928年2月撮影）
- 用途：レース機
- 製造者：カーチス・エアロプレイン&モーター社
- 運用者**  アメリカ陸軍（R3C-1）
  -  アメリカ海軍（R3C-2/3）
- 初飛行：1925年9月18日
- 生産数：3機
- 運用開始：1925年末
- 運用状況：退役

R3C（Curtiss R3C）は、アメリカ合衆国のカーチス・ライト社が開発したレース用航空機である。R3C-1・R3C-2・R3C-3・R3C-4の4種がある。
R3C-1は、陸上機として設計され、1925年10月12日に開催されたピューリツァー・トロフィー・レースでサイラス・ベティスの操縦により406.5km/hの記録を出し優勝した。
R3C-2は、水上機として設計され、1925年10月6日、メリーランド州ボルティモアで開催されたシュナイダー・トロフィー・レースに3機が参加し、ゼッケン番号「3」の1機はジェイムズ・ドゥーリトルの操縦により374.274km/hの記録を出し優勝した。しかし、残りのジョージ・T・カディハイ（George T. Cuddihy）とラルフ・アンドリュー・アフツィーの操縦する2機はゴールできなかった。翌日、ドゥーリトルの操縦で速度記録に挑戦し、395.4km/hの世界記録を樹立した。
R3C-3は、R3C-2の改良型。ドゥーリトルが優勝した翌年のシュナイダー・トロフィー・レースにR3C-2のエンジンを強化してR3C-3（機体番号A.7054）として参加した。 ゼッケン番号「6」をつけてクリスチャン・フランク・スキルト（Christian Franck Schilt）の操縦で372.34km/hの記録を出したが、2位に終わった。改良型だが、R3C-2とされることもある。
R3C-4は、R3C-2の改良型。ドゥーリトルが優勝した翌年のシュナイダー・トロフィー・レースに機体番号A.6979の機体として参加した。ゼッケン番号「4」をつけ、前年にも出場したジョージ・T・カディハイが操縦したが、燃料ポンプの故障により7周目と最後の周に水面に触れ、上位には入れなかった。

## 諸元
R3C-2
- 全幅：6.71m
- 全長：6.15m
- 離陸重量：1,242kg
- 乗員：1名
- 最高速度：395.4km/h
- エンジン：カーチス V-1400液冷エンジン　離昇出力、619馬力

## 現存する機体
| 型名      | 番号               | 機体写真 | 国名     | 所有者                 | 公開状況 | 状態     | 備考                                                                                                  |
| --------- | ------------------ | -------- | -------- | ---------------------- | -------- | -------- | --- |
| R3C-2     | A.6979             |          | アメリカ | 国立航空宇宙博物館     | 公開     | 静態展示 | ジェイムズ・ドゥーリトルが搭乗しシュナイダー・トロフィー・レースで優勝した実機。ゼッケン番号は「3」。 |
| （R3C-2） | レプリカ（A.6979） |          | アメリカ | 国立アメリカ空軍博物館 | 公開     | 静態展示 | 上記機体の原寸大模型。                                                                                |

## 登場作品
映画
- 『紅の豚』 - 主人公のライバル、カーチス（原作ではドナルド・チャック）が搭乗する機体のカーチスR3C-0非公然水上戦闘機は、本機がモデルになっている。武装は機首に同調式7.62mm機関銃2挺。